# Gaston Reinig
Gaston Reinig (Diekirch, 17 de novembre de 1956) és un general luxemburguès. És conegut principalment per haver desenvolupat la tasca de Cap de l'Estat Major de l'exèrcit luxemburguès entre el 2008 i el 2013. Abans havia estat Comandant del Centre d'Entrenament Militar del país europeu, situat a la seva ciutat natal, Diekirch. El març de 2008 fou ascendit a general, convertint-se en el primer Cap de l'Estat Major amb aquest rang.